# Bhopal (ciutat)

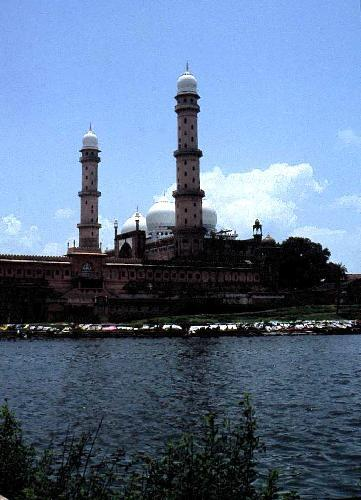
Taj-ul-Masjid, Bhopal

Bhopāl (hindi भोपाल) és una ciutat de l'Índia a Madhya Pradesh, capital de Madhya Pradesh, del districte de Bhopal i de la divisió de Bhopal. És la segona ciutat de l'estat després d'Indore. És coneguda com a "Ciutat del llac" per un llac artificial anomenat Pukhta-Pul Talao o "Llac del Pont de Pedra". Actualment hi ha dos llacs: el Bada Talaab o Superior (que és l'antic) amb 361 km² (desaigua al riu Kolar) i el Chota Talab o Inferior amb 9,5 km². A la rodalia de la ciutat, al costat del llac Superior, hi ha el Parc Nacional de Van Vihar. La ciutat disposa d'un aeroport i diverses universitats. La seva població (cens del 2001) és d'1.482.718 habitants.

## Història
Una primera ciutat de Bhopal hauria estat fundada pel rei paramara Bhoj (1000-1055) de Dhar. Una rani de Raja Udayaditya Paramara (1059-80), net de Bhoj, hauria fundat un temple anomenat Sabha Mandala acabat el 1184 al lloc que després va ocupar la Jama Masjid (mesquita) de Kudsia Begam. A la caiguda dels paramares la ciutat, si realment va existir, va esdevenir sense importància fins que fou escollida per Dost Muhammad Khan com a capital del seu estat abans de 1728 quan va construir el fort de Fatehgarh connectat a un antic fort formant la Shahr-i-khas o "ciutat pròpia". Vegeu Principat de Bhopal.
Fou capital del principat des de la fundació fins al 1949 (i després de l'estat successor) excepte en el regnant de Yar Muhammad Khan (1728-1742) que la va traslladar a Islamnagar, però fou retornada a Bhopal per Faiz Muhammad Khan (1742-1777). La ciutat fou en part destruïda el 1813 pels atacs dels sobirans de Gwalior i Nagpur però fou reconstruïda en temps de Nazar Muhammad Khan (1816-1819). Jahangir Muhammad Khan (1837-1844) va establir als habitants que no hi volien residir de manera permanent (majoria afganesos que venien per serveis militars) a una nova vila (Jahangirabad) a la part sud del llac. Fou molt millorada per Sikandar Begam i després per Shah Jahan Begam que hi va afegir diverses construccions com els palaus de Taj Mahal i Bara Mahal, l'hospital Lai Kothi (Nou Central després Príncep de Gal·les) i sobretot la mesquita Taj-ul-Masajid (que no va acabar).
L'estat de Bhopal que es va formar el 1949 com a successor del principat, va tenir a Bhopal per capital. Es va fusionar a Madhya Bharat per formar l'estat de Madhya Pradesh el 1956 i altre cop Bhopal fou escollida capital. El 3 de desembre de 1984, una fuita de gas verinós a la planta de l'empresa Union Carbide va causar la mort de milers de persones (inicials 5000, unes 18000 persones al cap de dues setmanes, i uns 25000 amb els morts posteriors).

## Galeria

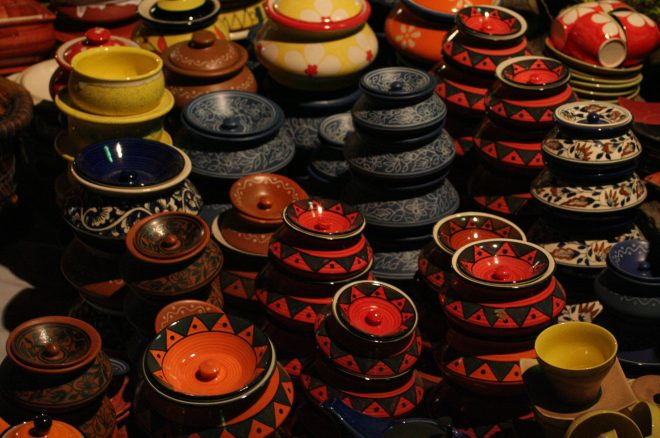
Bitten Haat
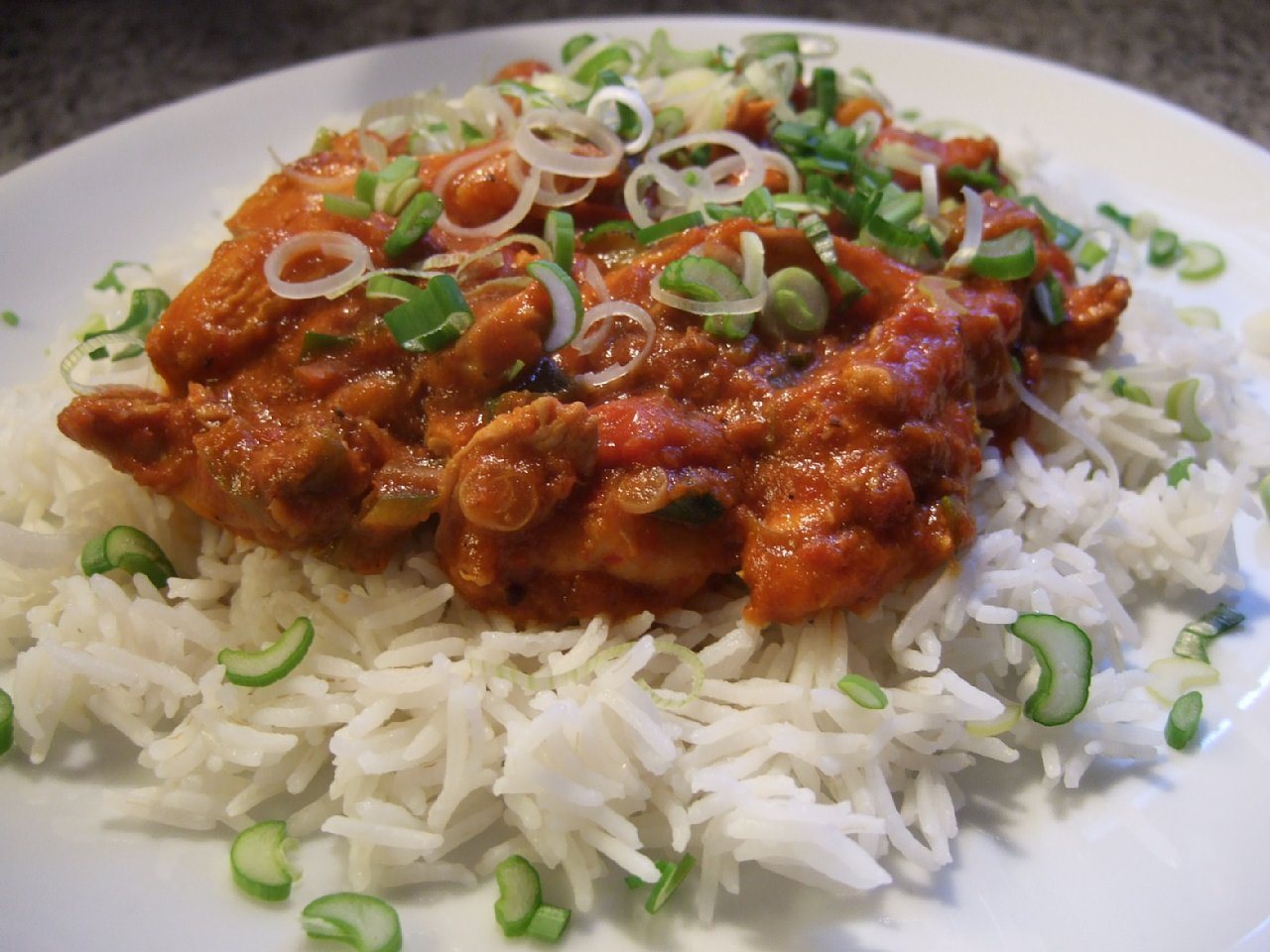
Menjar típic
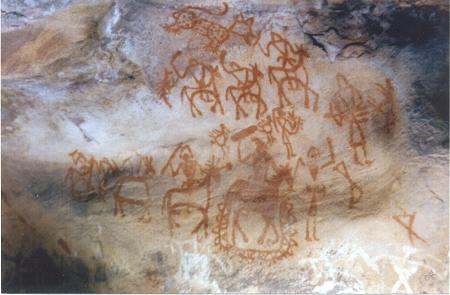
Bhimbetka

## Llocs interessants a la ciutat
- Temple Laxmi Narayan

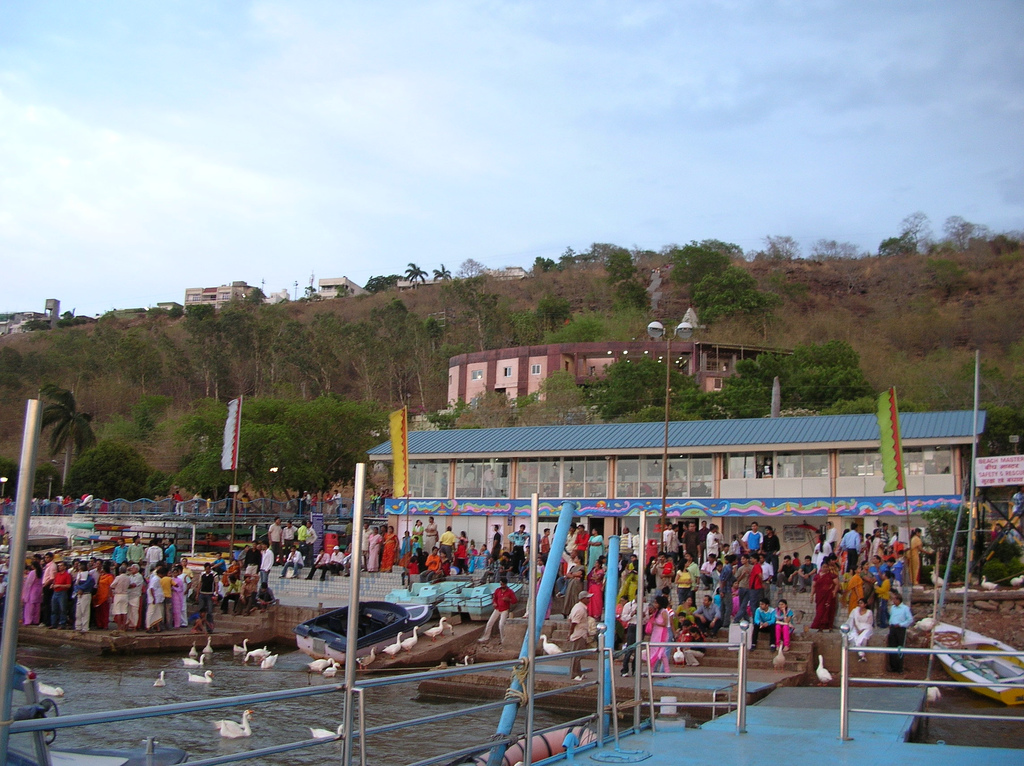
Boat Club a Bhopal

- Taj-Ul Masjid (una de les més grans mesquites d'Àsia)
- Shaukat Mahal
- Els llacs
- Moti Masjid
- Sadar Manzil
- Gauhar Mahal
- Bharat Bhavan
- Llac Shahpura
- Mahavirgiri
- Chowk Bazaar
- Mercat Nou & M.P. Nagar
- Government Archeological Museum (el Museu Arqueològic més gran d'Àsia)
- Regional Museum of Natural History a Shahpura
- Centre Regional de Ciències
- Kanha Fun City
- Museu de l'Home (Habitat tribal)
- Presa de Kaliyasot

## Llocs propers
- Coves d'Udaygiri
- Sanchi
- Coves de Bhimbetka
- Bhojpur
- Presa de Kolar
- Chiklod
- Raisen
- Delawadi